# Gran Premio motociclistico del Belgio 1968
Il Gran Premio motociclistico del Belgio fu il quinto appuntamento del motomondiale 1968.
Si svolse il 7 luglio 1968 sul circuito di Spa-Francorchamps. Corsero le classi 50, 250, 500 e sidecar; per la 50 era l'ultima gara stagionale.
In 500 Giacomo Agostini ottenne l'ennesima vittoria, ad oltre 200 km/h di media, battendo tutti i precedenti record del circuito. Solo Jack Findlay riuscì a non farsi doppiare.
La gara della 250 vide la vittoria di Phil Read, nonostante una sosta al primo giro per cambiare una candela. Ritirato il compagno di Marca Bill Ivy, autore del giro più veloce.
Hans-Georg Anscheidt confermò il titolo della 50, già vinto otto giorni prima, ottenendo una nuova vittoria.
La gara dei sidecar fu tragica: ritiratosi Helmut Fath (autore del giro più veloce), la lotta si restrinse a Georg Auerbacher e Johann Attenberger. All'ultimo giro Attenberger, tentando di sorpassare il mezzo di Auerbacher a Masta, si schiantò contro una casa. Sia Attenberger che il suo passeggero Josef Schillinger persero la vita.

## Classe 500

### Arrivati al traguardo
| Pos. | Pilota            | Moto              | Tempo       | Punti |
| ---- | ----------------- | ----------------- | ----------- | ----- |
| 1    | Giacomo Agostini  | MV Agusta         | 1h 3' 11" 8 | 8     |
| 2    | Jack Findlay      | Matchless         | +3' 46" 3   | 6     |
| 3    | Derek Woodman     | Seeley            | +1 giro     | 4     |
| 4    | Robin Fitton      | Norton            | +1 giro     | 3     |
| 5    | Kelvin Carruthers | Weslake           | +1 giro     | 2     |
| 6    | John Cooper       | Seeley            | +1 giro     | 1     |
| 7    | Peter Williams    | Matchless         |             |       |
| 8    | Rodney Gould      | Norton            |             |       |
| 9    | Ron Chandler      | Seeley            |             |       |
| 10   | John Dodds        | Norton            |             |       |
| 11   | John Hartle       | Metisse-Matchless |             |       |
| 12   | Walter Scheimann  | Norton            |             |       |
| 13   | Bohumil Staša     | ČZ                |             |       |
| 14   | Bosse Granath     | Seeley            |             |       |
| 15   | György Kurucz     | Matchless         | +2 giri     |       |

### Ritirati
| Pilota            | Moto      | Motivo ritiro |
| ----------------- | --------- | ------------- |
| Gyula Marsovszky  | Matchless |               |
| František Šťastný | Jawa      |               |
| Angelo Bergamonti | Paton     |               |
| Jean Auréal       | Aermacchi |               |
| Billie Nelson     | Paton     |               |
| Malcolm Stanton   | Norton    |               |
| Karel Bojer       | ČZ        |               |
| Alberto Pagani    | LinTo     |               |
| Dan Shorey        | Norton    |               |
| Karl Hoppe        | Norton    |               |

## Classe 250

### Arrivati al traguardo
| Pos | Pilota            | Moto              | Tempo     | Punti |
| --- | ----------------- | ----------------- | --------- | ----- |
| 1   | Phil Read         | Yamaha            | 40' 38" 6 | 8     |
| 2   | Heinz Rosner      | MZ                | +7"       | 6     |
| 3   | Rodney Gould      | Bultaco-Yamaha    | +26" 3    | 4     |
| 4   | László Szabó      | MZ                | +1' 00" 4 | 3     |
| 5   | Santiago Herrero  | OSSA              | +1' 20" 8 | 2     |
| 6   | Kent Andersson    | Yamaha            | +2' 21" 4 | 1     |
| 7   | Ginger Molloy     | Bultaco           | +2' 22"   |       |
| 8   | Dave Simmonds     | Kawasaki          | +2' 47" 9 |       |
| 9   | Bohumil Staša     | ČZ                | +5' 17" 3 |       |
| 10  | František Šťastný | ČZ                | +1 giro   |       |
| 11  | Derek Woodman     | Metisse-Aermacchi |           |       |
| 12  | Jan Huberts       | Kawasaki          |           |       |
| 13  | Angelo Bergamonti | Paton             |           |       |
| 14  | Jacques Roca      | Yamaha            |           |       |
| 15  | Eric Gogebeur     | Kawasaki          |           |       |
| 16  | Cees van Dongen   | Yamaha            |           |       |
| 17  | Dave Lloyds       | Honda             |           |       |

## Classe 50

### Arrivati al traguardo
| Pos | Pilota               | Moto     | Tempo     | Punti |
| --- | -------------------- | -------- | --------- | ----- |
| 1   | Hans-Georg Anscheidt | Suzuki   | 28' 06" 1 | 8     |
| 2   | Paul Lodewijkx       | Jamathi  | +1' 04" 6 | 6     |
| 3   | Ángel Nieto          | Derbi    | +1' 05" 5 | 4     |
| 4   | Barry Smith          | Derbi    | +1' 12" 7 | 3     |
| 5   | Martin Mijwaart      | Jamathi  | +1' 55" 4 | 2     |
| 6   | Rudolf Schmälzle     | Kreidler | +1' 57" 2 | 1     |
| 7   | Jan de Vries         | Kreidler | +1' 58" 7 |       |
| 8   | Aalt Toersen         | Kreidler | +2' 24" 2 |       |
| 9   | Jos Schurgers        | Kreidler | +2' 34" 9 |       |
| 10  | Jaap Moojen          | Kreidler | +4' 18" 8 |       |
| 11  | Lothar John          | Suzuki   | +5' 20"   |       |
| 12  | Bernard Hausel       | Derbi    | +5' 35" 3 |       |
| 13  | Oscar Pastro         | Derbi    | +6' 11" 2 |       |
| 14  | Yves Le Toumelin     | Derbi    | +6' 48" 6 |       |
| 15  | Cliff Carr           | Derbi    | +1 giro   |       |
| 16  | Han Leenheer         | Kreidler |           |       |

## Classe sidecar

### Arrivati al traguardo
| Pos | Pilota               | Passeggero         | Moto        | Tempo     | Punti |
| --- | -------------------- | ------------------ | ----------- | --------- | ----- |
| 1   | Georg Auerbacher     | Hermann Hahn       | BMW         | 38' 39" 5 | 8     |
| 2   | Arsenius Butscher    | Josef Huber        | BMW         | +1' 53" 6 | 6     |
| 3   | Helmut Lünemann      | Neil Caddow        | BMW-GS      | +1' 55" 7 | 4     |
| 4   | Tony Wakefield       | Graham Milton      | BMW Special | +1' 57" 2 | 3     |
| 5   | Otto Kölle           | Rolf Schmid        | BMW         | +2' 13" 2 | 2     |
| 6   | Jean-Claude Castella | Albert Castella    | BMW-FCS     | +3' 53" 8 | 1     |
| 7   | Hans Hänni           | Kurt Barfuss       | BMW         | +4' 56" 7 |       |
| 8   | Maurice Tombs        | Trevor Tombs       | BMW         | +5' 05" 3 |       |
| 9   | Joseph Duhem         | François Fernandez | BMW         | +5' 07" 6 |       |
| 10  | Mick Boddice         | n.d.               | BSA         |           |       |